# Mathilde Rømer
Mathilde Rømer (født 19. april 2003 i Ringsted) er en dansk håndboldspiller, der spiller for Molde HK på førsteholdet i den norske håndboldliga. 
Hun har også gået på ISI Idrætsefterskole i skoleåret 19-20 og på Ikast-Brande Gymnasium.
I september 2022, skiftede Mathilde til norske ligahold Molde HK.